# Юккёслига
Юккёнен (фин. Ykkösliiga, швед. Liga Ettan; в переводе с фин. — «Лига один») — вторая (с 2024 года) по значимости лига в системе футбольных лиг Финляндии, управляемая Футбольной ассоциацией Финляндии. В Юккёнен играют 10 команд. Победитель выходит в Вейккауслига — первую по статусу футбольную лигу Финляндии, вторая играет стыковые матчи с 11-й командой Вейккауслиги. Последняя по итогам трёхкругового турнира команда переходит в футбольную лигу третьего уровня — Юккёнен, предпоследняя играет стыковые матчи со 2-й командой Юккёнен. Команды Юккёслиги также разыгрывают предсезонный кубок лиги — Ykkösliigacup.
Созданная в 2022 году Юккёслига стала второй лигой финского футбола и свой первый сезон провела в 2024 году, в то время как прежняя вторая лига, Юккёнен, продолжила играть в качестве новой третьей лиги.

## История
Чемпионат Финляндии по футболу проводится с 1930 года и до 1989 года назывался Местарууссарья (фин. Mestaruussarja). Первые годы желающие играть в первой и единственной лиге финского футбола играли специальные квалификационные матчи за право играть в Местарууссарья. В 1936 году была основана Суоменсарья (фин. Suomensarja; в переводе с фин. — «Финская лига»), которая в том же году провела первые в истории финского футбола соревнования второго уровня в формате лиги, положив начало второму по силе футбольному дивизиону Финляндии. Соревнования проводились в региональных зонах, лучшие команды выходили в плей-офф, в котором и разыгрывали места в высшем дивизионе. 
Осенью 1969 года в финском футболе произошла реформа системы лиг и Суоменсарья переименовали во «Второй дивизион» (фин. II divisioona), сохранив региональные зоны. В 1973 году деление на регионы упразднили и турнир стал общенациональным, сменив название на «1 дивизион» (фин. I divisioona). В 1995 году лига получила название Юккёнен (фин. Ykkönen; в переводе с фин. — «Номер один»).
До 2024 года лига Юккёнен была второй по статусу футбольной лигой в Финляндии, но с 2024 года стала считаться третьей — второй эшелон заняла образованная в 2022 году Юккёслига.

## Клубы
В сезоне Юккеслиги 2025 года, втором по счёту, участвуют следующие клубы:
| Клуб         | Город     | Основан | Стадион                        | Вместимость |
| ------------ | --------- | ------- | ------------------------------ | ----------- |
| Йиппо        | Йоэнсу    | 2001    | Mehtimäki                      | 1000        |
| Клуби-04     | Хельсинки | 2004    | Bolt Arena                     | 10 770      |
| КаПа         | Хельсинки | 1956    | Brahenkenttä                   | 1000        |
| ФК Лахти     | Лахти     | 1996    | Стадион Лахти                  | 7465        |
| ПК-35        | Хельсинки | 1935    | Оулункюля (футбольный стадион) | 2200        |
| СЙК Акатемия | Сейняйоки | 2012    | ОмаСП                          | 5817        |
| СалПа        | Сало      | 1956    | Salon Urheilupuisto            | 2500        |
| ТПС          | Турку     | 1922    | Веритас                        | 9372        |
| Экенес       | Экенес    | 1905    | Ekenäs Centrumplan             | 1400        |
| ЯПС          | Ярвенпяа  | 1947    | Järvenpään keskuskenttä        | 2000        |